# انجراف حبوب اللقاح

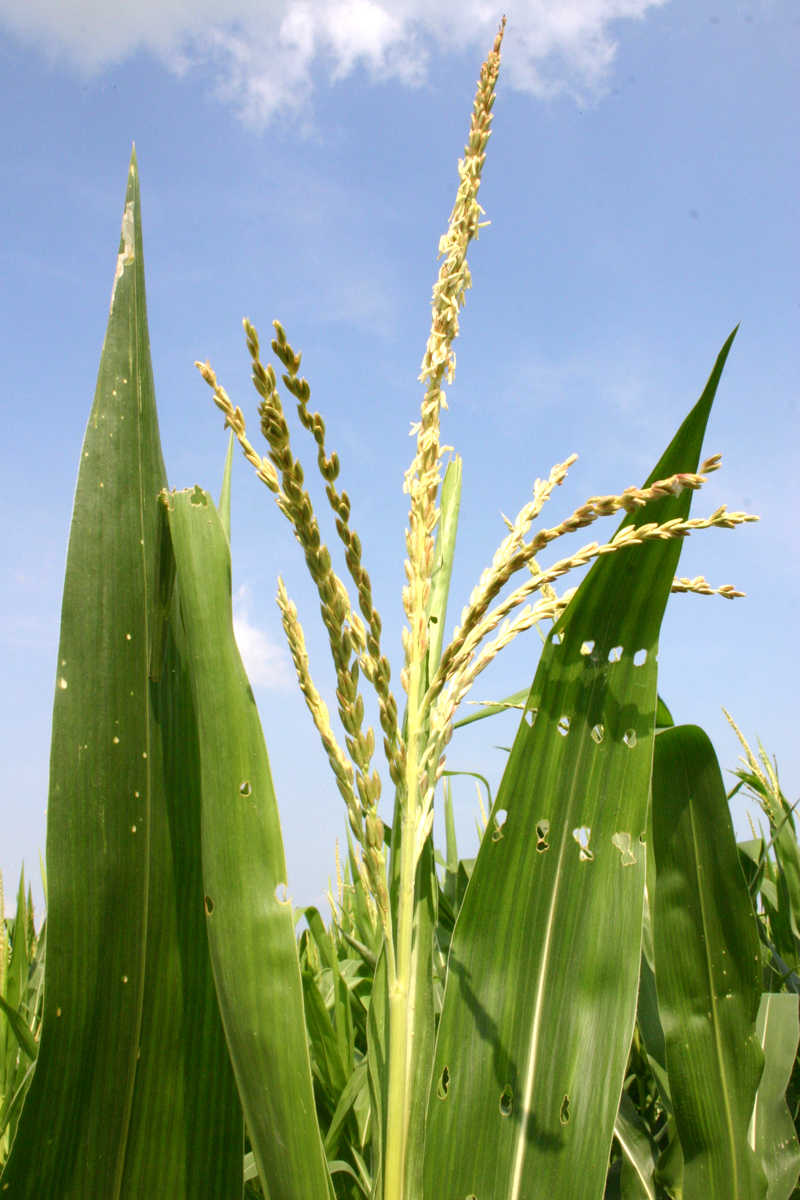
سداة نبات الذرة، يظهر حبوب اللقاح.

انجراف حبوب اللقاح هو التلقيح العرضي لأنواع مختلفة من المحاصيل من خلال طرق التشتت الطبيعية. يستخدم المصطلح بشكل حصري تقريبًا عند الإشارة إلى سلالات الذرة، ويشير بشكل خاص إلى عبور المحاصيل المعدلة وراثيًا مع تلك التي ليست كذلك. على سبيل المثال، قد يرغب المزارعون الذين يزرعون محاصيل متخصصة في الحفاظ على سماتهم الجينية، مثل ارتفاع نسبة الزيت بشكل خاص، دون المساس بمجموعة الجينات من هذا النوع. أو قد يرغب المزارعون في تجنب عبور محصول معين من الكائنات المعدلة وراثياً تمت الموافقة على تصديره إلى بلد معين، مع محاصيل غير كائنات معدلة وراثياً أو أنواع أخرى من محاصيل الكائنات المعدلة وراثياً قد لا تحظى بنفس الموافقة.
من المرجح أن يتأثر المزارعون الذين ينتجون محاصيل غير معدلة وراثيًا والمزارعون الذين ينتجون محاصيل معدلة وراثيًا للتصدير. قد يفقد المزارعون الذين تلوثت محاصيلهم غير المعدلة وراثيًا بجينات الكائنات المعدلة وراثيًا عقودهم أو حقوقهم في وضع علامات معينة. يجب على المصدرين المعدلين وراثيًا تلبية متطلبات البلدان الأخرى، والتي يفرض الكثير منها ضوابط صارمة على الواردات فيما يتعلق بالكائنات المعدلة وراثيًا.
يمكن تجنب انجراف حبوب اللقاح من خلال الفحص الدقيق لجغرافيا المنطقة التي سيتم فيها زراعة المحصول جنبًا إلى جنب مع دراسة طبيعة حبوب اللقاح في المحصول، والمسافة التي يمكن أن تقطعها وعبر الطرق، وكيفية زراعة حقولهم لتجنب التلقيح المتبادل غير المرغوب فيه.

## الذرة
حبوب لقاح الذرة معرضة بشكل خاص لانجراف حبوب اللقاح. تطلق نباتات الذرة حبوب اللقاح لمدة أسبوع تقريبًا، وقد يستغرق الحقل بأكمله ما يصل إلى أسبوعين لإطلاق حبوب اللقاح بالكامل ؛ عادة ما يظهر إطلاق حبوب اللقاح ارتفاعًا حادًا بعد يومين إلى ثلاثة أيام من إطلاق نصف النباتات لحبوب اللقاح. يمكن لكل نبات فردي إنتاج 4 إلى 5 ملايين حبة حبوب لقاح فردية. حبوب اللقاح الخاصة به هي من بين أكبر الجسيمات التي يمكن العثور عليها في الهواء، وهي كروية في شكلها. يمكن أن ينجرف حتى نصف ميل ويبقى قابلاً للحياة لعدة أيام في الظروف المثلى. تخلق هذه العوامل جميعًا إمكانية كبيرة لحقل ذرة واحد لتلقيح آخر، حتى لو انجرفت نسبة صغيرة فقط من حبوب اللقاح التي يسقطها حقل معين إلى حقل مختلف.
يمكن لمنتجي الذرة تقليل فرصة التلوث المتبادل عن طريق انجراف حبوب اللقاح عن طريق فصل الحقول بما لا يقل عن 150 قدمًا (46 مترًا) ؛ ومع ذلك، تتطلب العديد من برامج الذرة المحفوظة للهوية فصل الحقول غير المعدلة وراثيًا عن الذرة المعدلة وراثيًا بمسافة لا تقل عن 660 قدمًا (200 متر). قد يستخدمون أيضًا تقنية تسمى «الفيضان» من خلال إحاطة حقولهم بحدود من الذرة غير المعدلة وراثيًا، والنظرية هي أن هذه «الصفوف الحدودية» من الذرة ستخفف أي حبوب لقاح خارجية، وبالتالي تقلل من خطر التلوث المتبادل. يمكن للمنتجين أيضًا استبدال تواريخ الزراعة لمنع المحاصيل من إطلاق حبوب اللقاح في أوقات مماثلة.